# Салаватская епархия
Салава́тская епа́рхия (баш. Салауат епархияһы) — епархия Русской православной церкви в пределах городов Ишимбая, Кумертау, Мелеуза, Салавата и Сибая, а также Абзелиловского, Альшеевского, Аургазинского, Баймакского, Бижбулякского, Бурзянского, Давлекановского, Зианчуринского, Зилаирского, Ишимбайского, Кугарчинского, Куюргазинского, Мелеузовского, Миякинского, Стерлибашевского, Фёдоровского и Хайбуллинского районов Республики Башкортостан. Входит в состав Башкортостанской митрополии.

## История
Учреждена решением Священного Синода РПЦ 27 декабря 2011 года путём выделения части приходов из Уфимской епархии.. Административно включена в состав Башкортостанской митрополии.
24 августа 2023 года решением Священного Синода РПЦ Кармаскалинский, Кушнаренковский и Чишминский районы были переданы в состав Уфимской епархии.

## Епископы
- Никон (Васюков) (27 декабря 2011 — 16 марта 2012) в/у, митрополит Уфимский
- Николай (Субботин) (с 16 марта 2012)

## Благочиния
Епархия разделена на 7 церковных округов:
- Аургазинское благочиние
- Бижбулякское благочиние
- Ишимбайское благочиние
- Кумертауское благочиние
- Мелеузовское благочиние
- Раевское благочиние
- Монастырское благочиние

## Монастыри
- Марфо-Мариинский монастырь в селе Ира городского округа Кумертау (женский)
- Покровский монастырь в селе Дедово Фёдоровского района (мужской)
- Свято-Варваринский монастырь в деревне Скворчиха Ишимбайского района (женский). Открыт во имя блаженной Варвары Скворчихинской по постановлению Священного синода от 11 марта 2020 года[5].

## События в епархии
По благословению Преосвященнейшего епископа Салаватского и Кумертауского Николая в мае 2012 года в Салавате состоялся Пасхальный фестиваль-концерт православной духовной музыки. В фестивале приняли участие хор Свято-Троицкого храма города Ишимбая и храмовый хор церкви Дмитрия Донского города Салавата. На одной сцене с ними выступили светские хоры и исполнители Ишимбая, Салавата и Стерлитамака.

## Фотогалерея храмов Салаватской епархии
- Свято-Троицкий храм в г. Ишимбае
- Казанский храм с.Верхотор
- Никольский храм с.Шафраново
- храм иконы Божией Матери "Нечаянная Радость" п.Толбазы
- Покровский храм Покровского монастыря в Дедово
- В Покровском храме Покровского монастыря в Дедово